# 따봉
따봉(포르투갈어: Tá bom)은 "좋다"라는 뜻을 가진 포르투갈어 단어로, 따봉을 말할 때 주먹을 쥔 상태에서 엄지손가락을 수직으로 올려 표현을 강조하기도 한다.

## 유래 및 파장
1989년 당시 미국의 델몬트 푸즈는 자사의 오렌지 주스 상품을 독점 계약을 체결한 국내 업체인 롯데칠성음료의 TV 광고로 선전하면서 “브라질에서도 정말 좋은 오렌지를 찾았을 때 델몬트는 이렇게 말합니다. 따봉!”을 언급하는 장면을 송출하였고, 여기에서 브라질 농부들이 오두방정을 떨며 기뻐하는 모습이 웃겨서 이로 인해 따봉이라는 표현이 한국어에도 퍼지게 되었다. 이후 ‘델몬트 따봉’과 같이 따봉이 상표명인 주스를 출시하기도 하였으며, 편의점 CU는 2018년 단독 출시로 ‘따봉 제주감귤’을 선보여 복고 열풍에 뛰어 들기도 하는 등 텔레비전 광고가 일반인의 언어 의식에 미치는 영향을 보여주고 있다.